# 情報わいどYTSゴジダス
『情報わいどYTSゴジダス』（じょうほうわいど ワイティーエス ゴジダス）は、1996年4月1日から1997年3月24日まで山形テレビで放送されていた夕方ワイド番組。毎週月曜 17:00 - 19:00（日本標準時）に放送されていた。
番組はこのタイトルでの放送を1年で終了し、毎週月曜から金曜まで放送の帯番組『スーパーJチャンネルYTSゴジダス』にリニューアルした。

## 出演者
特記の無い人物は山形テレビのアナウンサー。
- メインキャスター：天池眞樹
- サブキャスター：黒須英之、佐藤祐子、伊藤さおり、岸千春（山形のローカルタレント）
- ニュースコーナー担当：山形テレビのアナウンサーたちが交代で担当